# Sei per uno
Sei per uno (titolo originale The Rubber Band) è il terzo romanzo giallo di Rex Stout con Nero Wolfe protagonista.

## Storia editoriale
La storia fu serializzata in sei puntate sulla rivista The Saturday Evening Post tra il 29 febbraio e il 4 aprile 1936 e pubblicata in formato libro nel 1936.

## Trama
Convinto di pesare troppo, anche la domenica pomeriggio Nero Wolfe si dedica per un quarto d'ora alla sua personale ginnastica, il tiro a bersaglio con le freccette, ed ascolta Archie Goodwin che legge ad alta voce un articolo del supplemento domenicale del Times. L'articolo riguarda un personaggio di spicco in visita negli Stati Uniti, il marchese di Clivers impegnato in una delicata missione diplomatica per conto del Regno Unito.
L'indomani Archie riceve nello studio del suo principale due possibili clienti; prima che cali il buio Wolfe dovrà decidere quale scegliere, considerando anche che vi sono ben più di due crimini da districare. Alla fine il cliente si rivela essere una bella ragazza, ma sarà Wolfe a recitarle i versi di una poesia ungherese, e non Archie.

### Personaggi principali
- Nero Wolfe: investigatore privato
- Archie Goodwin: suo assistente
- Fritz Brenner: cuoco e maggiordomo
- Saul Panzer, Fred Durkin, Orrie Cather e Johnny Keems: investigatori privati
- Anthony D. Perry: presidente della American Trade Company
- Ramsey Muir: vicepresidente
- Clara Fox: impiegata
- Harlan Scovil: allevatore
- Mike Walsh: guardiano notturno
- Hilda Lindquist: proprietaria di una fattoria
- Marchese di Clivers alias George Rowley: diplomatico inglese
- Francis Horrocks: diplomatico, nipote del Marchese di Clivers
- Hombert: capo della polizia
- Cramer: ispettore della Squadra Omicidi
- Heath: sergente della Squadra Omicidi
- Skinner: procuratore distrettuale

## Critica
"In diverse delle sue storie, Arthur Conan Doyle sviluppò la trama di un'avventura o di un delitto avvenuto sulla frontiera una generazione prima, forse in India o nel West americano, che torna alla superficie nell'epoca corrente della storia per sconvolgere la gente a Londra, e di conseguenza attirare l'attenzione di Sherlock Holmes. Allo stesso modo, Rex Stout in The Rubber Band ci propone una disavventura svoltasi nel Nevada nel 1895, che ha ripercussioni nella New York di quarant'anni dopo, dove è ambientata la storia. [...] Come avviene in generale per i romanzi gialli complessi ma dal ritmo veloce, le caratterizzazioni acute sono essenziali per dare impulso alla storia. Qui ne troviamo un buon campionario, dal mandriano del Wyoming a un Lord inglese, e la trama - come un elastico - attira gli elementi più disparati in alleanze e conflitti omicidi a New York. Ci sono alcuni buoni esempi dell'arguzia di Wolfe, che include, in modo breve ma pungente, la sua misoginia. Questo imbarazzante eludere l'emotività femminile non impedisce naturalmente a Wolfe di svolgere un superbo lavoro per le sue clienti donne, come Clara Fox in questo romanzo. Abbiamo anche l'opportunità di divertirci con la favolosa collezione di orchidee di Wolfe. Una trama piuttosto vecchio stile, ma un libro godibile e dal passo veloce."

## Opere derivate
- Il patto dei sei, episodio della serie televisiva prodotta dalla RAI nel 1969.
- Il patto dei sei, episodio della serie televisiva prodotta dalla RAI nel 2012.

## Edizioni
- Rex Stout, Sei per uno, traduzione di Alberto Tedeschi, collana I Classici del Giallo (n. 840), Arnoldo Mondadori Editore, 1999,  p. 236, ISSN 00098426.